# DR-Baureihe 24
Die Lokomotiven der Baureihe 24 waren Einheits-Personenzuglokomotiven der Deutschen Reichsbahn.

## Geschichte
Nachdem im ersten Typisierungsprogramm der neugegründeten Deutschen Reichsbahn überwiegend Hauptbahnlokomotiven enthalten waren, wurde ab 1925 auch an Nebenbahnlokomotiven gearbeitet, wobei eine weitgehende Austauschbarkeit von Teilen geplant war. Die ersten Exemplare wurden von den Firmen Schichau und Linke-Hofmann, die späteren der 95 Lokomotiven auch von anderen Lokomotivherstellern zwischen 1928 und 1940 gebaut.

## Konstruktive Merkmale und Leistungsvermögen

### Regelausführung

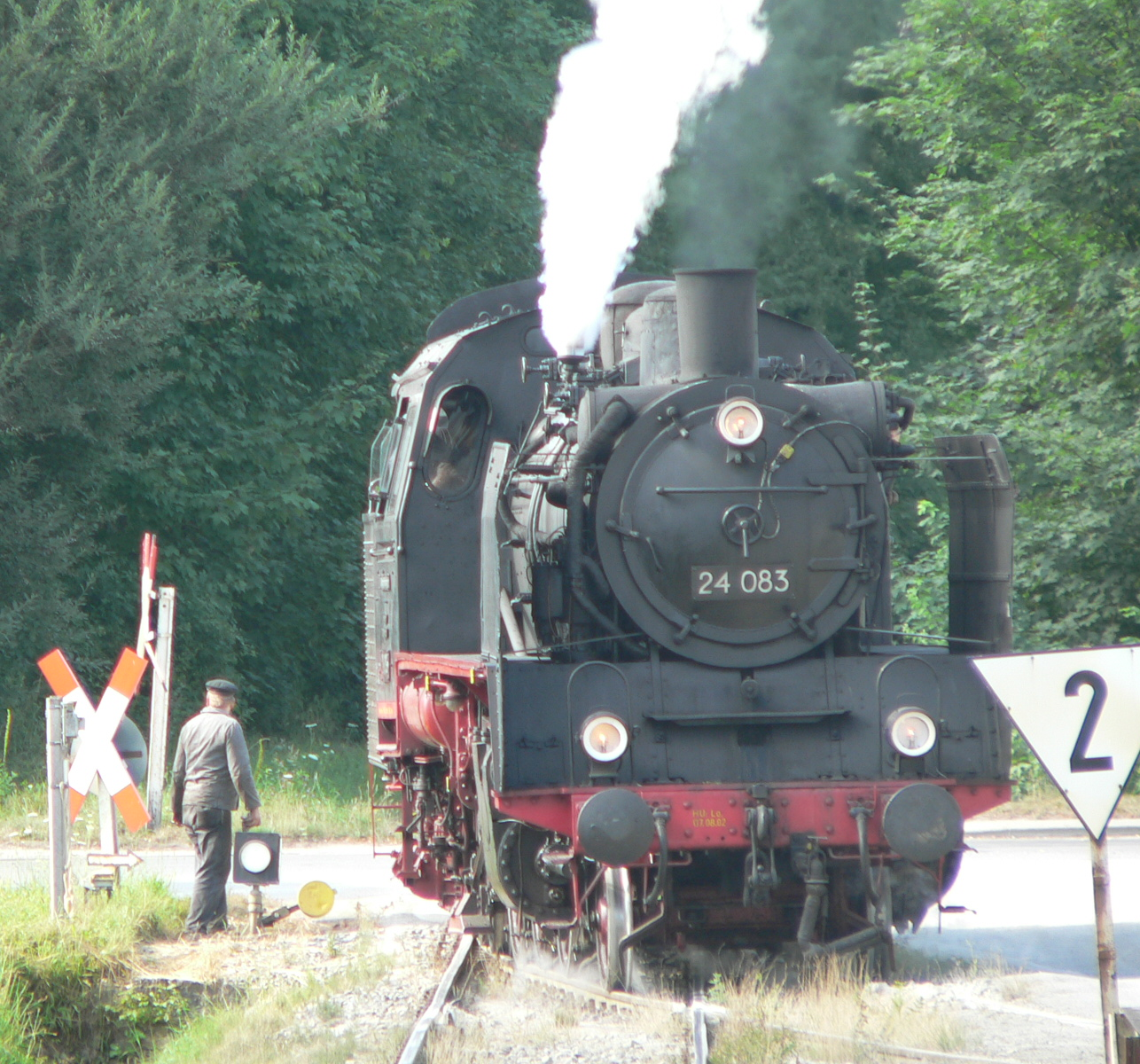
24 083 in Salzhemmendorf

Die Baureihe 24 war weitgehend mit der Tenderlokomotive Baureihe 64 baugleich. Kessel, Zylinder, Triebwerk, Radsätze, die vordere Bisselachse und andere Teile waren tauschbar. Die Lokomotiven der Baureihe erhielten einen Barrenrahmen mit 70 mm Wangenstärke. Der vordere Laufradsatz wurde in einem Bisselgestell gelagert, sämtliche Treibradsätze hingegen fest im Rahmen. Zur Verbesserung des Bogenlaufes schwächte man die Spurkränze des mittleren Treibradsatzes um 15 mm.
Der genietete Einheitslokkessel mit zwei Langkesselschüssen und zwischen dem dritten Treibradsatz eingezogenem Hinterkessel erhielt zunächst eine kupferne Feuerbüchse, ab Maschine 24 017 sodann eine geschweißte Feuerbüchse aus Stahl. Zur Kesselspeisung wurden eine Kolbenverbundspeisepumpe mit Oberflächenvorwärmer Bauart Nielebrock-Knorr sowie eine Dampfstrahlpumpe eingebaut. Aus Gründen der Gewichtsverteilung baute man den Kessel recht weit vorne liegend ein, so dass im Unterschied zu allen anderen Einheitslokbaureihen Zylindermitte und Schornsteinmitte nicht übereinander liegen. Das Zweizylinder-Heißdampftriebwerk mit einfacher Dampfdehnung und Heusinger-Steuerung wurde mit Antrieb auf den zweiten Kuppelradsatz ausgeführt. In der Ebene konnten die Maschinen einen 350-Tonnen-Zug mit 90 km/h befördern.
Ursprünglich hatten alle Lokomotiven die großen Wagner-Windleitbleche, bei 24 001–063 in einer niedrigeren Ausführung, bei der DB wurden sie gegen Witte-Windleitbleche ausgetauscht. Sie waren mit Schlepptendern der Bauart 3 T 16 und 3 T 17 ausgestattet.

### Abweichende Ausführungen

Mitteldrucklokomotive 24 069 an der Ausstellung 100 Jahre Deutsche Eisenbahnen

Die beiden Lokomotiven 24 069 und 24 070 wurden von Borsig als Versuchsmaschinen mit einem Mitteldruckkessel für 25 bar Kesseldruck ausgeliefert. Der Kessel und die Feuerbüchse waren aus Molybdänstahl gefertigt. Die 24 069 führte man als Zweizylinder-Verbundlok (1'C 2hv) aus. Der rechts montierte Hochdruckzylinder erhielt 400 mm Durchmesser, der linke Zylinder als Niederdruckzylinder einen Durchmesser von 600 mm. Der Kolbenhub entsprach mit 660 mm der Regelausführung. Die Lok 24 069 verfügte in dieser Ausführung mit einem spezifischen Dampfverbrauch von 4,9 kg/PSih über den niedrigsten Dampfverbrauch aller deutschen Kolbendampflokomotiven überhaupt. Der Kohlenverbrauch war mit 0,96 kg/PSeh ebenfalls außerordentlich niedrig.
Die 24 070 hingegen erhielt nur einfache Dampfdehnung, aber mit Gleichstromdampfmaschine nach Entwurf von Richard Paul Wagner. Bei dieser Bauart strömt der Dampf immer in gleicher Richtung durch den Zylinder und tritt in der Mitte des Zylinders wieder aus. Die Zylinder verfügten über einen Durchmesser von 380 mm, ebenfalls beim Regelkolbenhub von 660 mm. Der noch rund zehn Prozent über der Regelausführung liegende Dampfverbrauch dieser Lok führte 1935 zu einem Umbau in ein Zweizylinder-Verbundtriebwerk wie bei der 24 069.
Auftretende Kesselschäden machten noch vor dem Zweiten Weltkrieg eine Herabsetzung des Kesseldruckes auf 20 bar erforderlich. 1944 wurden sie abgestellt, 1952 schließlich wurden beide Versuchsmaschinen, die abgesehen von der Dampfmaschine und dem Mitteldruckkessel ja der Regelausführung entsprachen, im Ausbesserungswerk Lingen in die Regelausführung umgebaut.
Die 24 061 erhielt 1948 zum Einsatz bei der Prüfanstalt Göttingen einen Tender 2’2’ T26, der fast doppelt so viel Wasser speichern konnte und durch seine Führerhausrückwand auch Rückwärtsfahrten mit 80 km/h zuließ. 1949 wurde die Bisselachse durch ein Krauss-Helmholtz-Lenkgestell ersetzt. 1955 kehrte sie wieder in den normalen Dienst zurück.

## Einsatz
Deutsche Reichsbahn (bis 1945)
Die DRG wies die ersten in den Jahren 1928 und 1929 gelieferten 63 Maschinen den Reichsbahndirektionen Stettin, Schwerin, Regensburg, Stuttgart und Münster zu, fünf zum Jahreswechsel 1931/1932 gelieferte Maschinen kamen zur Reichsbahndirektion Kassel. Von den 27 Maschinen der verbesserten Bauart kamen 23 zur Reichsbahndirektion Königsberg, die anderen vier verstärkten die Bestände in den Reichsbahndirektionen Schwerin und Stuttgart. Während des Zweiten Weltkriegs kam es zu zahlreichen Umbeheimatungen, so auch an die neuen Reichsbahndirektionen Linz und Danzig.
Deutsche Bundesbahn
Nach dem Krieg verblieben 47 Lokomotiven in den westlichen Besatzungszonen, davon wurden fünf bis 1948 ausgemustert. Die Deutsche Bundesbahn verteilte die Maschinen auf die Bundesbahndirektionen Hamburg, Münster, Essen und Köln. Bereits 1952 gab die Bundesbahndirektion Essen die Lokomotiven an die Bundesbahndirektion Münster ab. Im Plandienst eingesetzt wurde die Baureihe 24 in Schleswig-Holstein bis 1960, im Münsterland bis 1961 und am Niederrhein bis 1963. Vom Bahnbetriebswerk Rahden aus verkehrte sie bis 1965 planmäßig nach Bassum, Nienburg und Sulingen. Ab 1963 wurden die letzten Exemplare der Baureihe 24 bei der DB beim Bahnbetriebswerk Rheydt konzentriert und in Übergabe- und Arbeitszugdiensten eingesetzt. Als letzte wurde die Lok mit der Betriebsnummer 24 067 am 22. Mai 1966 z-gestellt und am 19. August 1966 ausgemustert.
Deutsche Reichsbahn (seit 1945)
Bei der Deutschen Reichsbahn verblieben 24 002, 004, 009 und 021. Die Maschinen befanden sich zunächst in der Rbd Greifswald, von wo aus sie 1947 an die Rbd Berlin abgegeben wurden. 1956 kamen die vier Fahrzeuge zur Rbd Magdeburg, welche die Dampflokomotiven zuerst im Bw Oschersleben und ab 1957 im Bw Jerichow stationierte. Dort fanden die Fahrzeuge auf dem Streckennetz der ehemaligen Kleinbahn-AG in Genthin bis 1968 ihr Betätigungsfeld. Einzig die 24 009 blieb länger im Einsatz und kam 1970 zum Bw Stendal. Dort erhielt das Fahrzeug die neue EDV-Nummer 37 1009-2. Zuletzt kam das Fahrzeug zum Bw Güsten. 1972 wurde sie an den Eisenbahn-Kurier in der Bundesrepublik Deutschland verkauft.
Polnische Staatsbahn
34 Lokomotiven waren nach dem Zweiten Weltkrieg in Polen verblieben, wo die letzte Lok bis 1976 eingesetzt wurde. Sie trugen dort die Baureihenbezeichnung Oi 2. 1976 wurde die letzte Lok, die Oi 2-29 (24 092), ausgemustert. Auch die heute in Deutschland erhaltene 24 083 war in Polen im Einsatz.

## Erhaltene Lokomotiven
Insgesamt vier Exemplare der Baureihe 24 sind museal erhalten geblieben; drei davon in Deutschland (24 004, 24 009 und 24 083) sowie die ehemalige 24 092 (als Oi2-29) im polnischen Kościerzyna (Berent).